# エミリオ・アルサモラ
エミリオ・アルサモラ・エスカルディブル（Emilio Alzamora Escardibull, 1973年5月22日 - ）は、スペイン、リェイダ出身の元オートバイレーサー。1999年のロードレース世界選手権125ccクラスチャンピオン。同クラス史上初の、「シーズン1勝も挙げなかったチャンピオン」として記録を残す。

## 経歴

### キャリア初期
24時間耐久レースへの出場経験を持つ父の影響を受けたアルサモラは、初めてのバイクとしてイタルジェットの50ccマシンに乗る。14歳の時にはホンダ・MBXでレースデビューを果たす。
1989年と1990年、スペイン国内の育成カテゴリである80ccレースでアルサモラは2年連続チャンピオンとなる。その後はスペイン国内選手権のオープン・ドゥカドス125ccクラスにステップアップし、1992年にはホルヘ・マルチネス率いるアスパー・チームに所属していたこともある。

### 世界選手権デビュー
1994年、スペイン国内選手権への参戦を継続しつつ、ロードレース世界選手権125ccクラスにデビューを果たす。翌1995年にチーム・スコットに移籍すると、アルゼンチンで初優勝を果たし、シリーズ3位に入る活躍を見せる。またこの年にはスペイン国内選手権のチャンピオンも獲得した。1996年にはワールドチャンピオン獲得を目指すものの、シリーズ4位に終わる。

### 250ccクラスへ
1997年は250ccクラスにステップアップし、ホンダ・NSR250を駆ることになった。しかし第2戦鈴鹿での転倒により左手の舟状骨を骨折。回復に時間がかかり、また大排気量マシンへの順応にも手間取ったため、31ポイントの獲得、シリーズ18位に終わる。

### 再び125ccクラスへ
1998年には125ccクラスに戻り、アンヘル・ニエトのチームでアプリリアを駆ることになったが、僅か18ポイントの獲得、シリーズ21位と、これまでで最悪のシーズンとなってしまった。

### ワールドチャンピオン獲得

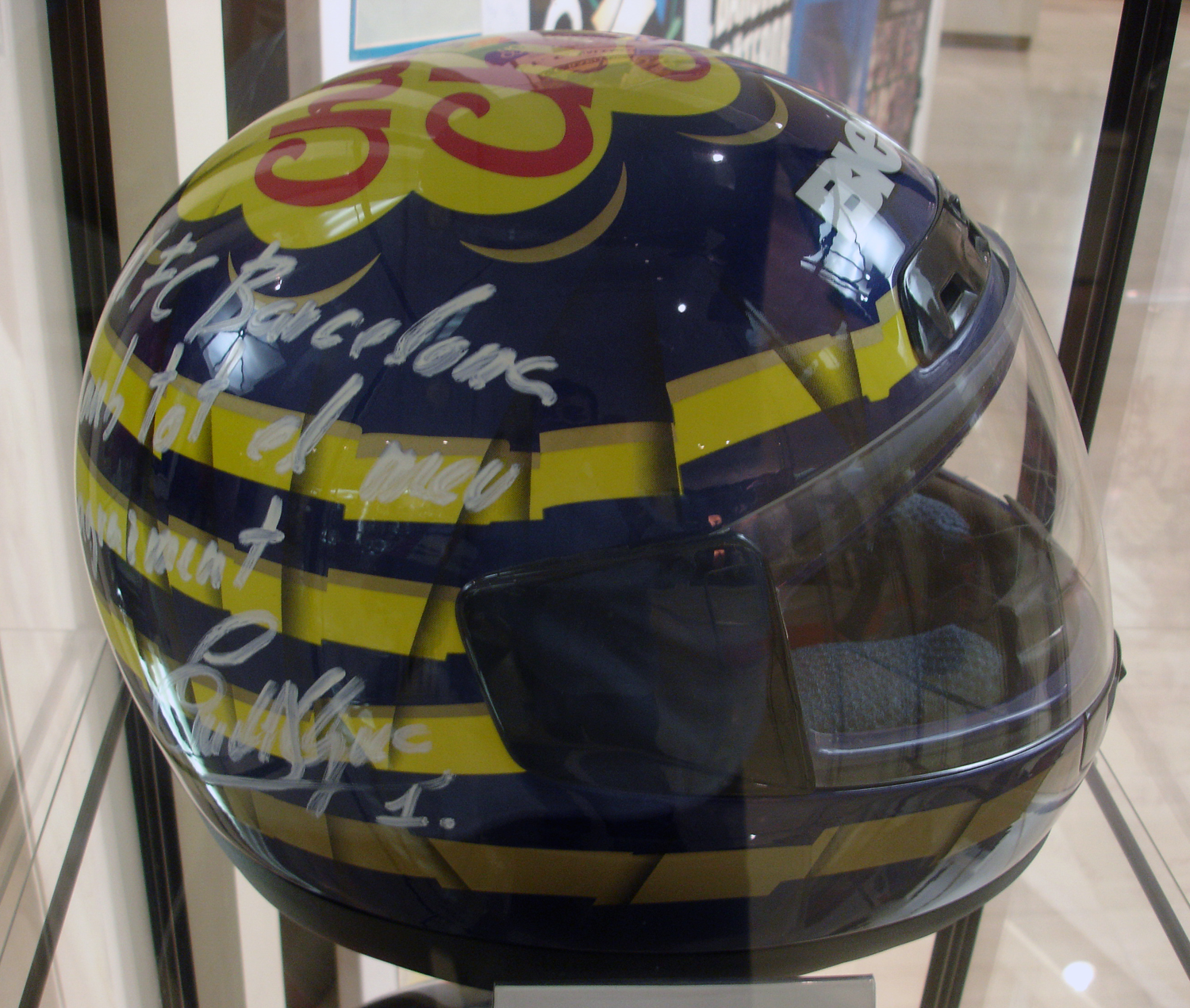
アルサモラのヘルメット。パーソナルスポンサーのチュッパチャプスのロゴが大きくデザインされている。

2年間失意のシーズンを過ごした後、アルサモラは1999年にタイトルを獲得することになる。シーズン5勝を挙げたマルコ・メランドリの追撃を1ポイント差で抑え、最終戦アルゼンチンGPでワールドチャンピオンに輝いた。他にこの年のライバルには、メランドリと同じく5勝を挙げた東雅雄、2勝のロベルト・ロカテリ、ジャンルイジ・スカルビーニ、1勝の上田昇、アルノー・ヴァンサンらがいたが、驚くべきことにアルサモラは10回表彰台に立ちながらも、1勝も挙げずにタイトルを獲得することになった。

### タイトル防衛の年
翌2000年にはワークス仕様のホンダ・RS125を与えられ、タイトル防衛を目指した。ヘレス、エストリルと2勝を挙げたものの、マヌエル・ポジャーリと宇井陽一に敗れてシリーズ3位に終わった。

### 250ccクラス復帰
2001年は250ccクラスに復帰を果たし、ファウスト・グレシーニ率いるグレシーニ・レーシングでワークス仕様のホンダ・NSR250を駆ることになった。この年グレシーニチームはアルサモラが持ち込んだテレフォニカ・モビスターのスポンサードを受けることになった。チームメイトはこの年のチャンピオンとなる加藤大治郎だった。大治郎の活躍には及ばないものの、アルサモラは2度表彰台を獲得、シリーズ7位に入った。
翌2002年もアルサモラはチームに残留、スポンサーがテレフォニカ・モビスターからフォルトゥナに代わりロベルト・ロルフォをチームメイトに迎えた。この年も2度表彰台を獲得し、前年限りで開発が終了したNSR250で2年連続でシリーズ7位になった。

### 三度125ccクラスへ そして引退
2003年、アルサモラはデルビ・チームのオファーを受け125ccクラスに戻り、GP2年目のホルヘ・ロレンソのチームメイトを務めることになった。この年はポイント圏内で完走することすら困難となり、僅か2ポイントの獲得、シリーズ31位に沈んだ。アルサモラはこの年限りで二輪レースを引退する。

## 引退後の活動
現在はモータースポーツの選手・メカニックを育成する モンラウ・コンペティチオンの代表を務め、後進の指導にあたっている。2010年125ccクラス世界チャンピオンのマルク・マルケスも国内選手権時代からアルサモラの指導を受けている。2011年にはモンラウ・コンペティチオンがチームとしてMoto2クラスに参戦、アルサモラはチームマネージャーとしてマルケスのMoto2デビューに立ち会うこととなった。

## 世界選手権 戦績
| シーズン | クラス | バイク     | 出走 | 優勝 | 表彰台 | PP | ポイント | 順位 |
| -------- | ------ | ---------- | ---- | ---- | ------ | -- | -------- | ---- |
| 1994年   | 125cc  | ホンダ     | 13   | 0    | 0      | 0  | 16       | 22位 |
| 1995年   | 125cc  | ホンダ     | 13   | 1    | 4      | 1  | 129      | 3位  |
| 1996年   | 125cc  | ホンダ     | 15   | 1    | 5      | 0  | 158      | 4位  |
| 1997年   | 250cc  | ホンダ     | 11   | 0    | 0      | 0  | 31       | 17位 |
| 1998年   | 125cc  | アプリリア | 13   | 0    | 0      | 0  | 18       | 21位 |
| 1999年   | 125cc  | ホンダ     | 16   | 0    | 10     | 0  | 227      | 1位  |
| 2000年   | 125cc  | ホンダ     | 16   | 2    | 7      | 0  | 203      | 3位  |
| 2001年   | 250cc  | ホンダ     | 15   | 0    | 2      | 0  | 136      | 7位  |
| 2002年   | 250cc  | ホンダ     | 15   | 0    | 2      | 0  | 120      | 7位  |
| 2003年   | 125cc  | デルビ     | 16   | 0    | 0      | 0  | 2        | 31位 |
| 合計     |        |            | 144  | 4    | 30     | 1  | 1040     |      |

（凡例）（太字はポールポジション、斜体はファステストラップ。）
| シーズン | クラス | マシン     | 1       | 2       | 3       | 4       | 5       | 6       | 7       | 8       | 9       | 10      | 11      | 12      | 13      | 14      | 15      | 16     | 順位 | ポイント |
| -------- | ------ | ---------- | ------- | ------- | ------- | ------- | ------- | ------- | ------- | ------- | ------- | ------- | ------- | ------- | ------- | ------- | ------- | ------ | ---- | -------- |
| 1994年   | 125cc  | ホンダ     | AUS     | MAL Ret | JPN 16  | SPA Ret | AUT 22  | GER 22  | NED 11  | ITA 18  | FRA Ret | GBR 22  | CZE Ret | USA 21  | ARG 5   | EUR Ret |         |        | 22位 | 16       |
| 1995年   | 125cc  | ホンダ     | AUS 4   | MAL 23  | JPN 7   | SPA 7   | GER 3   | ITA Ret | NED Ret | FRA 7   | GBR 3   | CZE 10  | BRA 10  | ARG 1   | EUR 2   |         |         |        | 3位  | 129      |
| 1996年   | 125cc  | ホンダ     | MAL 5   | INA Ret | JPN Ret | SPA 2   | ITA 7   | FRA 3   | NED 1   | GER 4   | GBR Ret | AUT Ret | CZE 5   | IMO 2   | CAT 4   | BRA 2   | AUS Ret |        | 4位  | 158      |
| 1997年   | 250cc  | ホンダ     | MAL 7   | JPN DNS | SPA     | ITA Ret | AUT DNS | FRA     | NED Ret | IMO 10  | GER 10  | BRA 14  | GBR Ret | CZE 12  | CAT 12  | INA Ret | AUS Ret |        | 17位 | 31       |
| 1998年   | 125cc  | アプリリア | JPN 21  | MAL 16  | SPA Ret | ITA 17  | FRA Ret | MAD Ret | NED Ret | GBR 14  | GER 5   | CZE Ret | IMO 13  | CAT 14  | AUS 21  | ARG DNS |         |        | 21位 | 18       |
| 1999年   | 125cc  | ホンダ     | MAL 2   | JPN 3   | SPA 3   | FRA 3   | ITA 6   | CAT 2   | NED 4   | GBR 3   | GER 2   | CZE 6   | IMO 4   | VAL 2   | AUS 15  | RSA Ret | BRA 3   | ARG 2  | 1位  | 227      |
| 2000年   | 125cc  | ホンダ     | RSA 3   | MAL 4   | JPN 5   | SPA 1   | FRA 3   | ITA 7   | CAT Ret | NED Ret | GBR 2   | GER Ret | CZE 3   | POR 1   | VAL 5   | BRA 8   | PAC 2   | AUS 4  | 3位  | 203      |
| 2001年   | 250cc  | ホンダ     | JPN Ret | RSA 19  | SPA 6   | FRA 4   | ITA 6   | CAT 7   | NED 2   | GBR 4   | GER Ret | CZE 7   | POR Ret | VAL 4   | PAC 2   | AUS 6   | MAL Ret | BRA 7  | 7位  | 136      |
| 2002年   | 250cc  | ホンダ     | JPN 4   | RSA 7   | SPA 3   | FRA 7   | ITA 11  | CAT 9   | NED Ret | GBR 12  | GER Ret | CZE     | POR 6   | BRA 7   | PAC 5   | MAL 8   | AUS 13  | VAL 3  | 7位  | 120      |
| 2003年   | 125cc  | デルビ     | JPN Ret | RSA 23  | SPA 18  | FRA 19  | ITA Ret | CAT Ret | NED 21  | GBR Ret | GER Ret | CZE 21  | POR 19  | BRA Ret | PAC Ret | MAL 23  | AUS 14  | VAL 24 | 31位 | 2        |